# Cernier
Pour les articles homonymes, voir Cernier (homonymie).
 (avril 2015).
Si vous disposez d'ouvrages ou d'articles de référence ou si vous connaissez des sites web de qualité traitant du thème abordé ici, merci de compléter l'article en donnant les références utiles à sa vérifiabilité et en les liant à la section « Notes et références ».

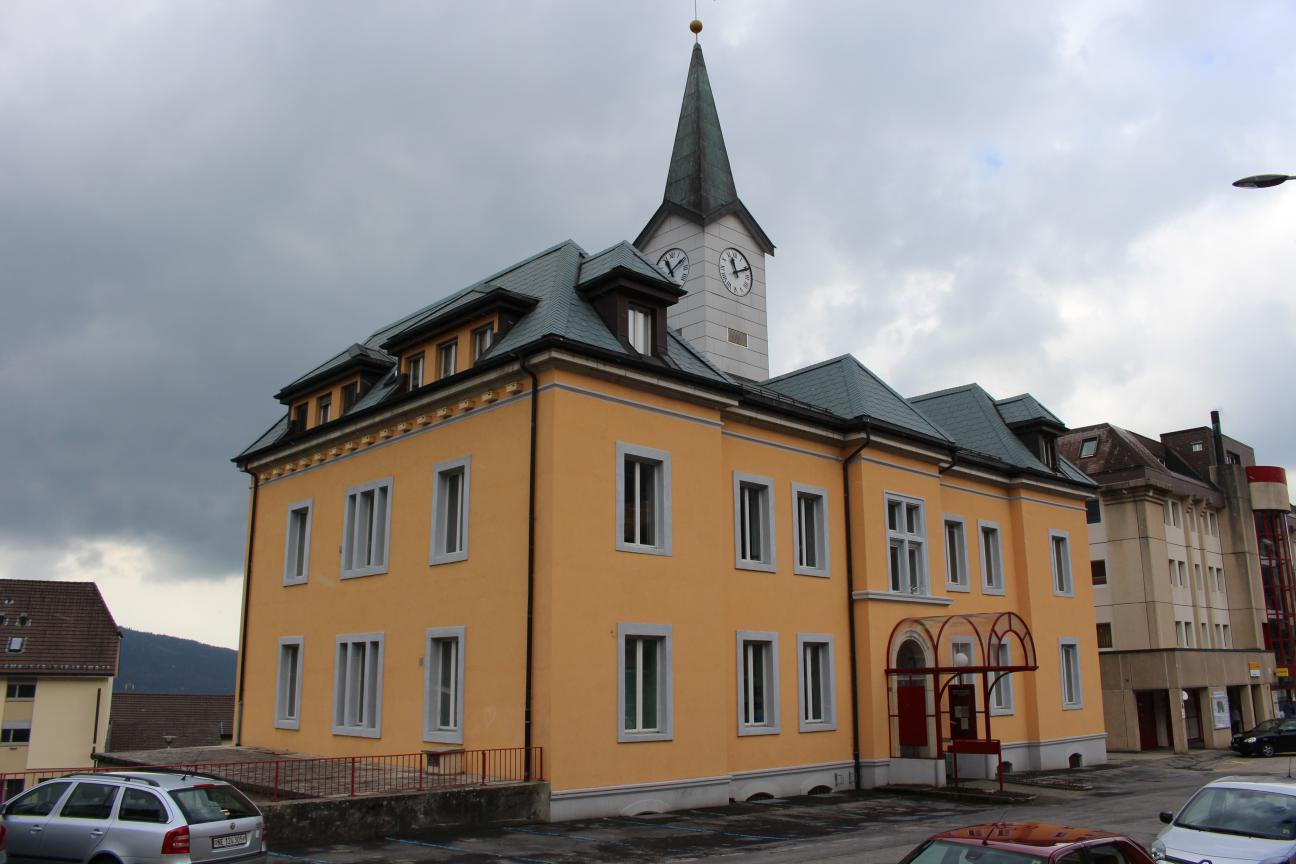
Bâtiment Epervier 6 (Hôtel-de-Ville) de la commune de Val-de-Ruz, 2053 Cernier, vue nord-est.

Cernier est une localité et une ancienne commune suisse du canton de Neuchâtel, située dans la région Val-de-Ruz dont elle était également le chef-lieu avant la création, par fusion de 15 des 16 communes de l'ancien district du Val-de-Ruz en la nouvelle commune de Val-de-Ruz.

## Géographie

Vue aérienne (1949).

Cernier se situe, dès 820 mètres d'altitude, sur le versant nord du Val-de-Ruz au pied du Mont d'Amin dans le Jura neuchâtelois, à peu près au milieu d'une ligne droite entre le chef-lieu cantonal Neuchâtel et la cité horlogère de la Chaux-de-Fonds.
L'ancienne commune de Cernier mesurait 911 ha. 7,5 % de cette superficie correspond à des surfaces d'habitat ou d'infrastructure, 54,7 % à des surfaces agricoles, située en particulier au sud de la localité, 37,8 % à des surfaces boisées s'étendant en particulier au nord, et 0,1 % à des surfaces improductives.
Le territoire de la commune de Cernier avait cela de particulier qu'il touchait le Canton de Berne au sud-ouest de la commune de Renan (Vallon de Saint-Imier), en plus de comprendre de nombreux vallons comme la Grand' Combe ou des monts comme la Montagne de Cernier, l'anticlinal du Mont d'Amin et le Montperreux, à une altitude maximum de 1 410 m.

## Étymologie
L'origine du nom est probablement une déformation du mot Cernil, qui signifie clôture, dans le cas présent sous forme de haie ou de murs de pierre sèche, caractéristiques du Jura et qui furent érigés la première fois par les Burgondes pour protéger les cultures des animaux et délimiter les territoires valorisés par une communauté.

## Histoire
Durant une grande partie de son histoire, Cernier était un village agricole. À la fin du XVIIIe siècle, l'industrie horlogère fit son apparition. En 1867, la fabrique de meubles Jules Perrenoud & Cie fut fondée et fut jusqu'à la fin du XIXe siècle un des employeurs principaux de la région. Après des difficultés dans les années 60, les immeubles sont vendus dans les années 70 : depuis, ils ont été réaffectés à des PME, un fitness et d'autres petits commerces et industries.
Aujourd'hui encore, des usines et ateliers subsistent à Cernier, comme pour la construction métallique, la menuiserie, l'imprimerie et la mécanique. L'agriculture garde encore aujourd'hui une certaine importance et contribue à façonner le paysage. L'ancienne école d'agriculture, fondée en 1885, a fait place, à la fin du XXe siècle, à l'école des métiers de la terre et de la nature.
Cernier est également devenu un lieu d'habitation mixte (anciens immeubles en damier, typique de l'Arc jurassien et des villes ouvrières ; et nouveaux immeubles locatifs, propriétés par étages, villas, logements de la coopérative des Héliotropes), avec de nombreux pendulaires travaillant à l'extérieur du Val-de-Ruz.
En 2023, la Société d'Histoire de l'Art en Suisse (SHAS) a édité une publication consacrée à l'architecture de Jean-Ulysse Debély, qui a fortement marqué la localité au tournant du vingtième siècle.

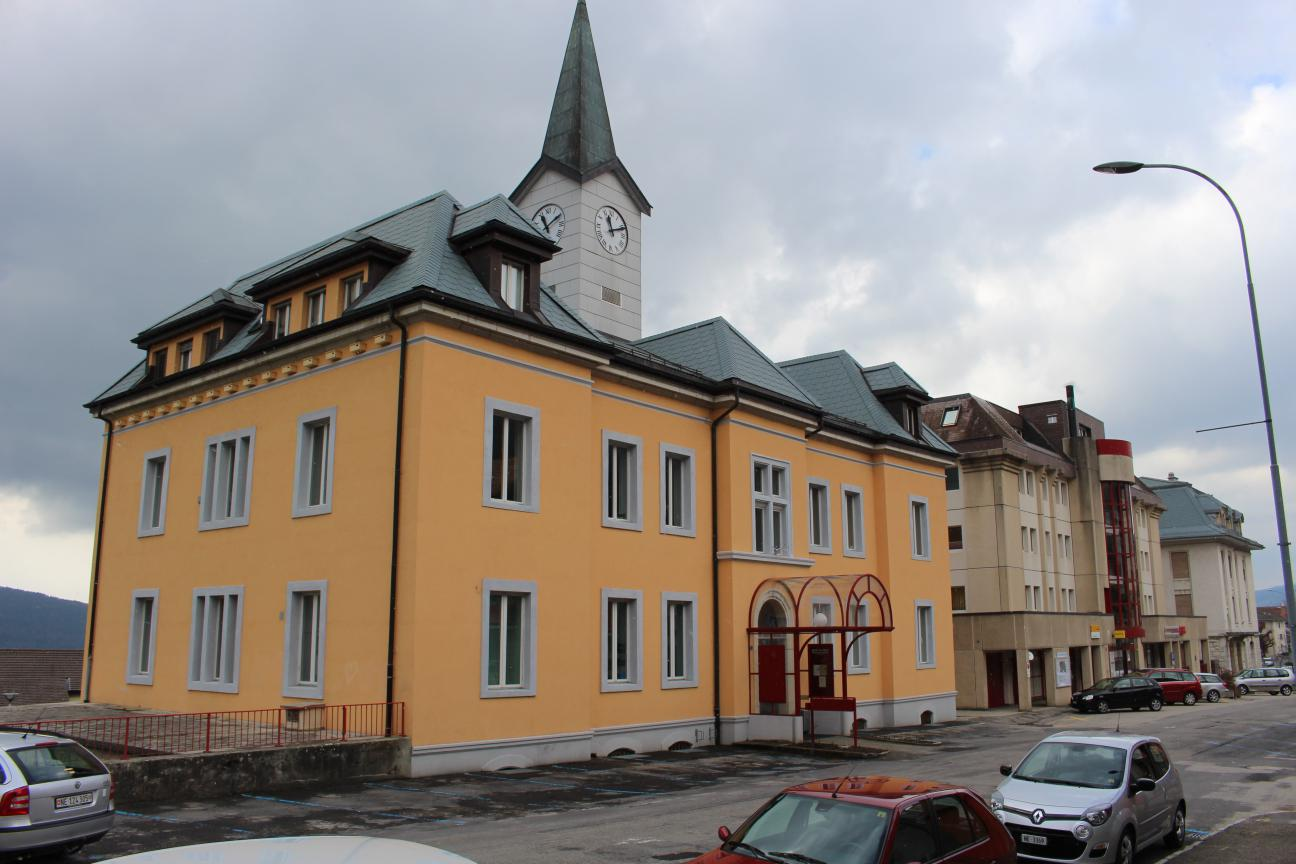
Hôtel-de-Ville de Val-de-Ruz (Cernier), et bâtiment Cernier Centre, utilisés notamment par l'administration communale.

Le 1er janvier 2013, la commune a fusionné avec celles de Boudevilliers, Chézard-Saint-Martin, Coffrane, Dombresson, Engollon, Fenin-Vilars-Saules, Fontainemelon, Fontaines, Les Geneveys-sur-Coffrane, Les Hauts-Geneveys, Montmollin, Le Pâquier, Savagnier et Villiers pour former la nouvelle commune de Val-de-Ruz. Cernier héberge d'ailleurs l'administration communale de Val-de-Ruz dans ses bâtiments de la rue de l'Épervier (le deuxième site de l'administration communale, aux Geneveys-sur-Coffrane, ayant été abandonné en 2023).

## Population

### Surnom
Les habitants de la commune sont surnommés les Éperviers (lé-z-Éparvî en patois neuchâtelois).

### Démographie
Cernier comptait 2 285 habitants fin 2023. Sa densité de population atteint 251 hab./km2.
Le graphique suivant résume l'évolution de la population de Cernier entre 1850 et 2008. Sa croissance fut quasiment continue et se distingue donc clairement de l'évolution cantonale qui a vécu une chute brutale dans les années 70 en raison de la crise horlogère.

## Manifestations et activités culturelles et pédagogiques
Le site d'Evologia, qui englobe l'École cantonale des Métiers de la Terre et de la Nature, propose deux manifestations majeures, « Fête la Terre » et Les Jardins Musicaux, qui se tiennent généralement à la fin du mois d'août.
Le site de Cernier comptait jusqu'en 2011 le musée et institut de recherche « Mycorama », un centre de compétences international pour l'étude des champignons, qui a fermé mais dont le bâtiment emblématique peut toujours être vu sur le site d'Evologia.

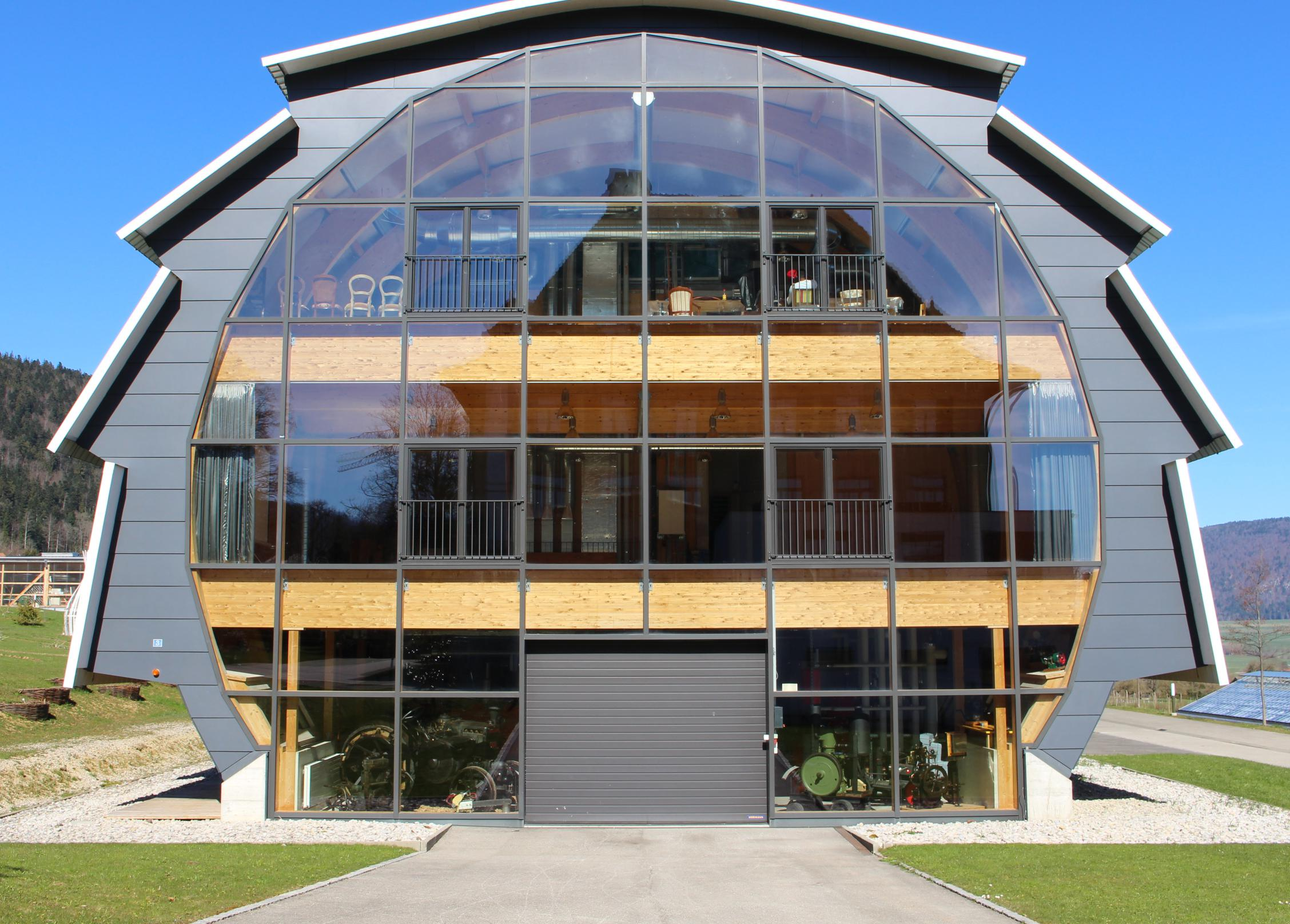
Bâtiment Mycorama, site de Cernier (Evologia), Val-de-Ruz, 2053 Cernier, vue ouest.

Au sud du site de Cernier (Evologia) se trouve l'Espace Abeilles, un rucher pédagogique.

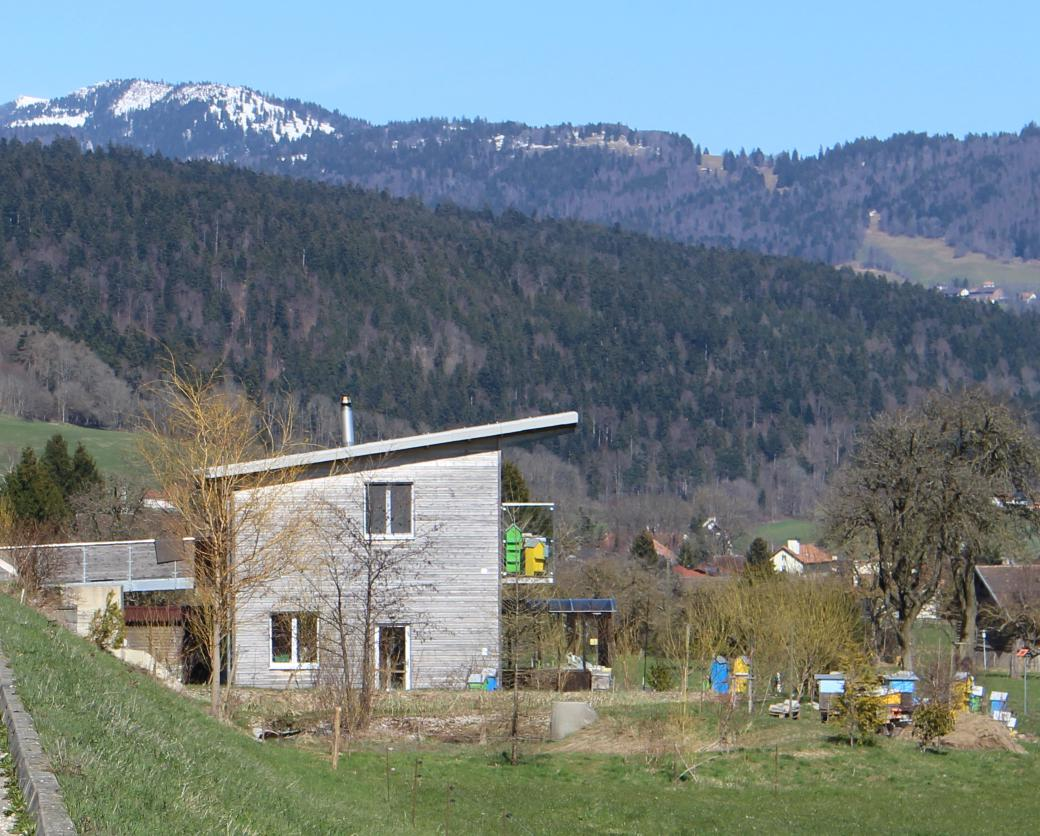
Bâtiment d'Espace Abeilles, site de Cernier (Evologia), vue ouest.

Enfin, Cernier, en plus de ses Églises catholiques et protestantes, ainsi qu'une chapelle reconvertie en logement, dispose d'un centre culturel bosniaque comprenant un local de prière attenant, créé à partir de la transformation, par la communauté bosniaque très présente et intégrée dans la région, d'une ancienne église néo-apostolique dont on reconnaît encore les éléments distinctifs en arrière du local de prière: il ne s'agit pas formellement d'une mosquée, car dépourvu d'un minaret.

## Écoles et formation
Le village comprend plusieurs écoles: l'École cantonale des Métiers de la Terre et de la Nature (EMTN, sur le site de Cernier - Evologia, au sud du village), une École enfantine et primaire ainsi que toutes les classes de troisième cycle du centre scolaire du Val-de-Ruz (La Fontenelle) au nord de la localité. En plus, on peut citer un site de formation professionnelle dans le domaine santé-social (ORTRA) hébergé au sein de la Fondation Perce-Neige, qui elle propose notamment des activités d'occupation et d'insertion pour les handicapés.

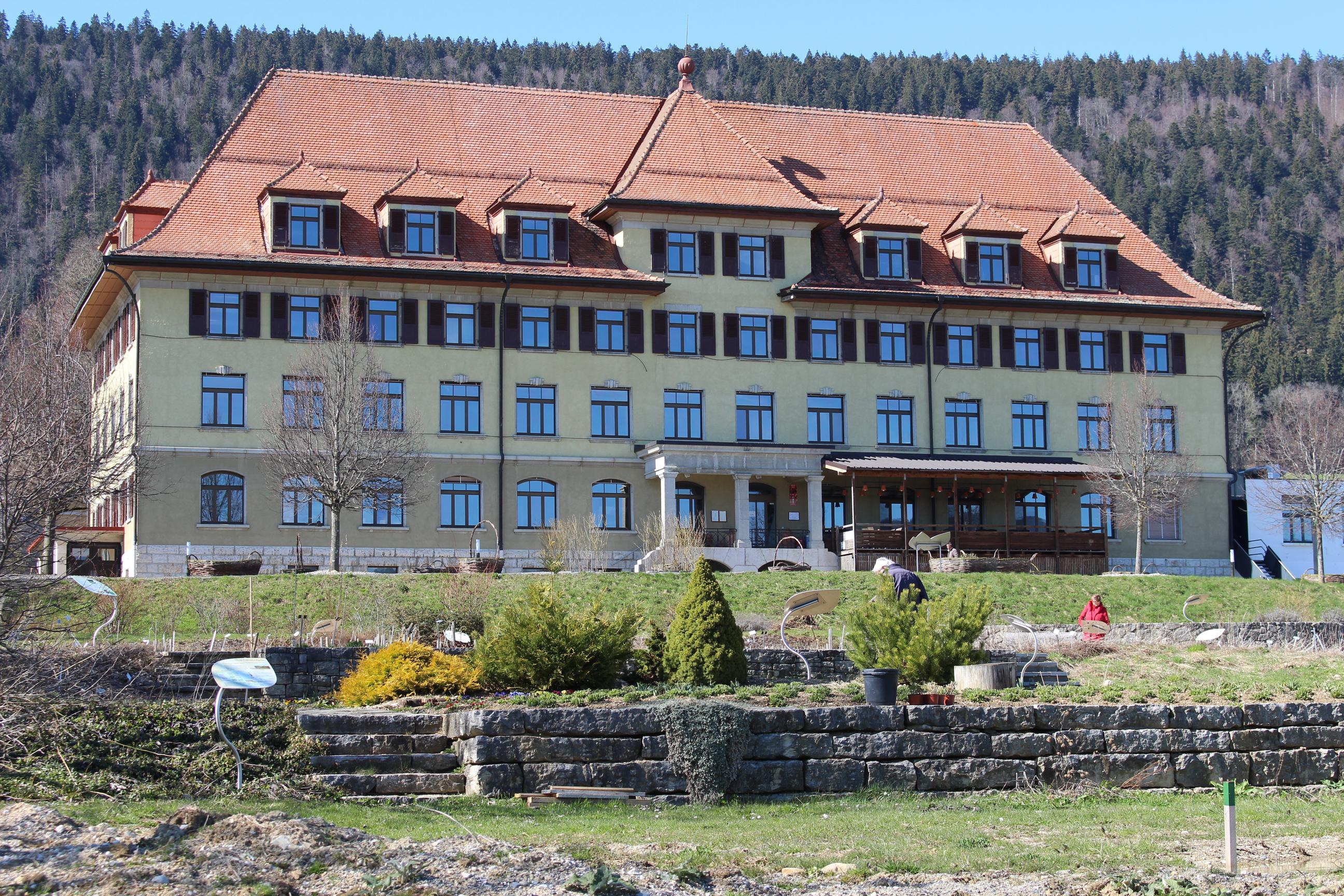
Bâtiment principal de l'École des métiers de la terre et de la nature (EMTN), Val-de-Ruz, 2053 Cernier, au début du printemps, vue sud.

## Transports
Cernier est connecté au réseau de transports tant par transport individuel (route cantonale vers l'autoroute H20 aux Hauts-Geneveys ou à Boudevilliers, ou col vers Saint-Imier) que collectif, notamment par les bus TransN du Val-de-Ruz. Ces derniers relient Cernier à Neuchâtel centre (en général deux fois par heure, plus aux heures de pointe; en 20 minutes) et Neuchâtel gare (trois fois par jour en 25 minutes) ainsi qu'à la gare CFF des Hauts-Geneveys (qui relie le Val-de-Ruz à la Chaux-de-Fonds en 8 minutes et Neuchâtel gare). L'hiver, le Snowbus (ligne 425) permet d'accéder aux pistes de ski situées au pied du Chasseral alors que le Nordic'BUS (ligne 426) dessert La Vue-des-Alpes et Tête-de-Ran.
Avant les bus régionaux diesel introduits en 1984, une ligne de tramway reliait Les Hauts-Geneveys à Villiers, puis fut remplacée par des trolleybus en 1948.
Le projet de RER neuchâtelois et son incarnation par le TransRUN, une liaison interville entre La Chaux-de-Fonds et Neuchâtel aurait pu transformer Cernier en une gare CFF d'importance régionale, avec une liaison de 7 minutes vers Neuchâtel ou La Chaux-de-Fonds. Lors d'un référendum, le projet a toutefois été rejeté par les citoyens du canton de Neuchâtel en septembre 2012, les opposants au projet l'emportant par environ 400 voix de différence sur les partisans.
En 2020, les CFF mettent en place, dans le cadre d'un projet d'aménagement plus vaste pour la Suisse qui comptera une augmentation de 30% sur ses réseaux en 2040, le projet PRODES EA 2035. Dans ce dernier, le projet TransRUN refait surface avec un nouveau budget et les mêmes attentes en matière de temps de liaison entre Neuchâtel et La Chaux-de-Fonds : 15 minutes avec une cadence de train au quart d'heure. Le 21 juin 2020, les chambres fédérales ont validé le financement de la liaison ferroviaire entre les deux villes avec un croisement et arrêt à la gare souterraine de Cernier. Le Grand conseil neuchâtelois a accepté un crédit de 114 millions de francs suisses pour la gare de Cernier le 24 juin 2020.
Cette ligne devrait donc voir le jour en 2035, avec au préalable des travaux d'assainissement de la ligne actuelle entre La Chaux-de-Fonds, Chambrelien et Neuchâtel.

## Développement durable
Lors de la dernière législature avant la fusion ayant donné naissance à la commune de Val-de-Ruz, le conseil communal de Cernier a lancé un projet visant l'autonomie énergétique, au sein d'un réseau de villes européennes, le projet « Solution Concerto ».
Ce projet, soutenu par l'Union européenne, avait notamment pour but de sensibiliser la population et les entreprises aux économies d'énergie, soutenir des rénovations énergétiques et la construction d'infrastructures de production d'énergie (photovoltaïque, éolienne, micro-turbinage, etc) et de valoriser des sources d'énergie locales (notamment par un chauffage à distance au bois). Le projet comportait également un volet d'analyse critique et de diffusion des résultats, vu la volonté d'ouvrir la voie à des démarches similaires dans d'autres communautés.
Parmi les éléments effectivement réalisés ou en cours de réalisation par la nouvelle commune de Val-de-Ruz, citons par exemple le chauffage à distance (réseau et centrale de chauffe en construction en 2015, avec extension à Fontainemelon), la rénovation énergétique de bâtiments publics (écoles notamment) et privés, la réalisation d'installations solaires participatives ainsi que l'extinction de l'éclairage public de 23h à 6h (mesure propre à toute la Commune de Val-de-Ruz).

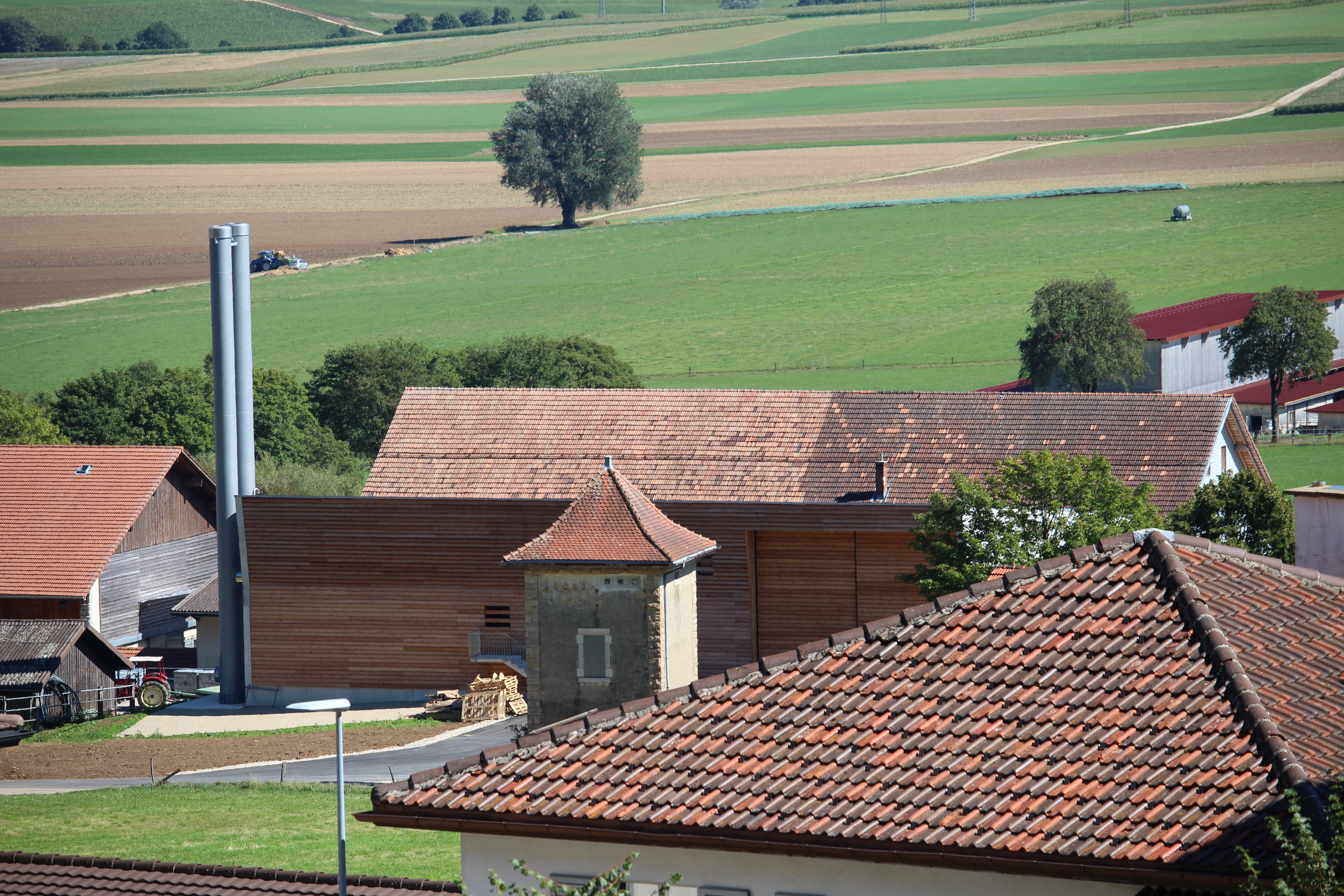
Au troisième plan, avec les deux cheminées métalliques, la centrale de chauffage à bois de Cernier (projet de chauffage à distance SOLUTION CONCERTO), derrière une ferme, plus au fond, une autre ferme et les champs du Val-de-Ruz. La centrale se trouve sur le Site de Cernier / Evologia.

## Personnalités
- Carl Ludwig Ledermann, botaniste
- Aloys Perregaux
- Bernard Soguel